# Jutrzenka Kraków
Jutrzenka Kraków (Żydowskie Towarzystwo Sportowe Jutrzenka Kraków, deutsch Morgenstern Krakau) war ein jüdischer Sportverein in Krakau von 1909 bis 1939.

## Geschichte
Der Verein gehörte bei seiner Gründung 1909 zu den ersten und wichtigen jüdischen Sportvereinen, die in Österreich-Ungarn in der Zeit seit 1908 gegründet worden waren (mit Hasmonea Lwów, Makkabi Kraków und Hakoah Czernowitz).
Er stand dem Allgemeinen jüdischen Arbeiterbund nahe und war der sportliche Rivale des zionistischen Sportklubs Makkabi. Die Derbys der beiden Fußballmannschaften wurden als „heiliger Krieg“ bezeichnet. Diese Bezeichnung hat sich später in Krakau auf das Derby Krakowa zwischen Wisła Kraków und KS Cracovia übertragen.
Die Fußballmannschaft gehörte zu den Gründungsvereinen der ersten polnischen Fußball-Liga 1927, musste allerdings als 14. und Tabellenletzter nach der Saison absteigen.
Die Wasserballer wurden 1925 erster polnischer Meister und konnten den Erfolg 1926 und 1927 wiederholen. 1928 ging die Mannschaft zu Makkabi und wurde dort weitere 5 Jahre Landesmeister.
1939 wurde der Verein nach dem Einmarsch der deutschen Wehrmacht aufgelöst.